# TPB AFK
TPB AFK: The Pirate Bay Away from Keyboard é um documentário sobre a vida dos três fundadores do site de compartilhamento de arquivos The Pirate Bay, dirigido por Simon Klose.  As gravações do documentário começaram no verão de 2008, e foram concluídas em 25 de agosto de 2012.

## Sobre
O site do filme foi lançado em 28 de agosto de 2010, juntamente com um financiamento coletivo no Kickstarter com o objetivo de arrecadar 25 mil dólares. A meta de arrecação inicial foi batida sendo arrecado cerca de 51 mil dólares em três dias.  Em fevereiro de 2011, a comissão governamental sueca Arts Grants Committee Konstnärsnämnden concedeu ao projeto um adicional de 200 mil coroas suecas. A 8 de fevereiro de 2013, o documentário estreou-se simultaneamente a nível mundial, no Festival de Berlim, YouTube e The Pirate Bay.